# Équipe du Bénin féminine de handball
Dernière mise à jour : 13 mars 2021.
L'équipe du Bénin féminine de handball est la sélection nationale représentant le Bénin dans les compétitions internationales de handball féminin.
La sélection est 8e au Championnat d'Afrique des nations 1979.

## Parcours
Championnats d'Afrique des nations
- 1979 – 8e